# 마틴 딜레이니
마틴 로빈슨 딜레이니(영어: Martin Robinson Delany, 1812년 5월 6일 ~ 1885년 1월 24일)는 미국의 흑인 육군 장교이자, 의사, 저널리스트, 사회 개혁자이다.
딜레이니는 노예제를 끝내는 일을 하는 데 자신의 인생을 보냈다. 그는 다수의 노예제 발행물과 함께 노예제의 악에 관하여 다른이들을 교육시키는 데 자신의 영향력을 이용한 하버드 대학교의 의과 대학으로 입학한 첫 아프리카계 미국인들 중의 하나로 성공적인 내과 의사였다. 그는 이후에 남북 전쟁에 복무하였다.

## 어린 시절
오늘날 웨스트버지니아주 안에 있는 버지니아주 찰스타운에서 자유 흑인으로 태어났다. 5명의 자녀 중 막내였던 딜레이니는 가족 보고에 의하면 노예의 아들이자 왕자의 손자였다고 한다. 그의 조부들은 전체 노예로 아프리카로부터 데려와졌으나 그의 부친의 부친은 어떤 계정에 의하여 촌장이었고, 그의 모친의 부친은 만딩고족의 왕자였다. 모친 패티는 이것 때문에 자유를 얻었고, 남편 새뮤얼이 노예 목수였던 동안 침모로서 일하였다.
패티 여사는 자신의 자녀를 교육시키는 데 결심되었으나 버지니아주는 노예주였고, 그녀는 자신이 행상으로부터 획득한 〈뉴욕 프리미어 포 스펠링 앤드 리딩〉으로부터 읽고 쓰는 것을 그들에게 가르친 것으로 군의 보안관에게 보고되었다. 그녀는 빠르게 가족을 펜실베이니아주 챔버스버그로 이주시켰다. 새뮤얼은 한해 후에 자신의 자유를 얻을 때까지 그들에게 가입하지 못하였다.
마틴은 펜실베이니아주에서 자신의 교육을 지속하여 자신의 가족을 지원하는 데 업무와 교대하였다. 19세때 그는 흑인들을 위한 베셀 교회 학교와 자신이 라틴어, 그리스어와 고전학을 전공한 제퍼슨 칼리지에 수학하러 피츠버그로 160 마일을 걸어다녔다. 그는 또한 의학을 배우는 데 몇몇의 노예제 폐지론자 의사들과 견습생이었다.

## 행동주의의 삶

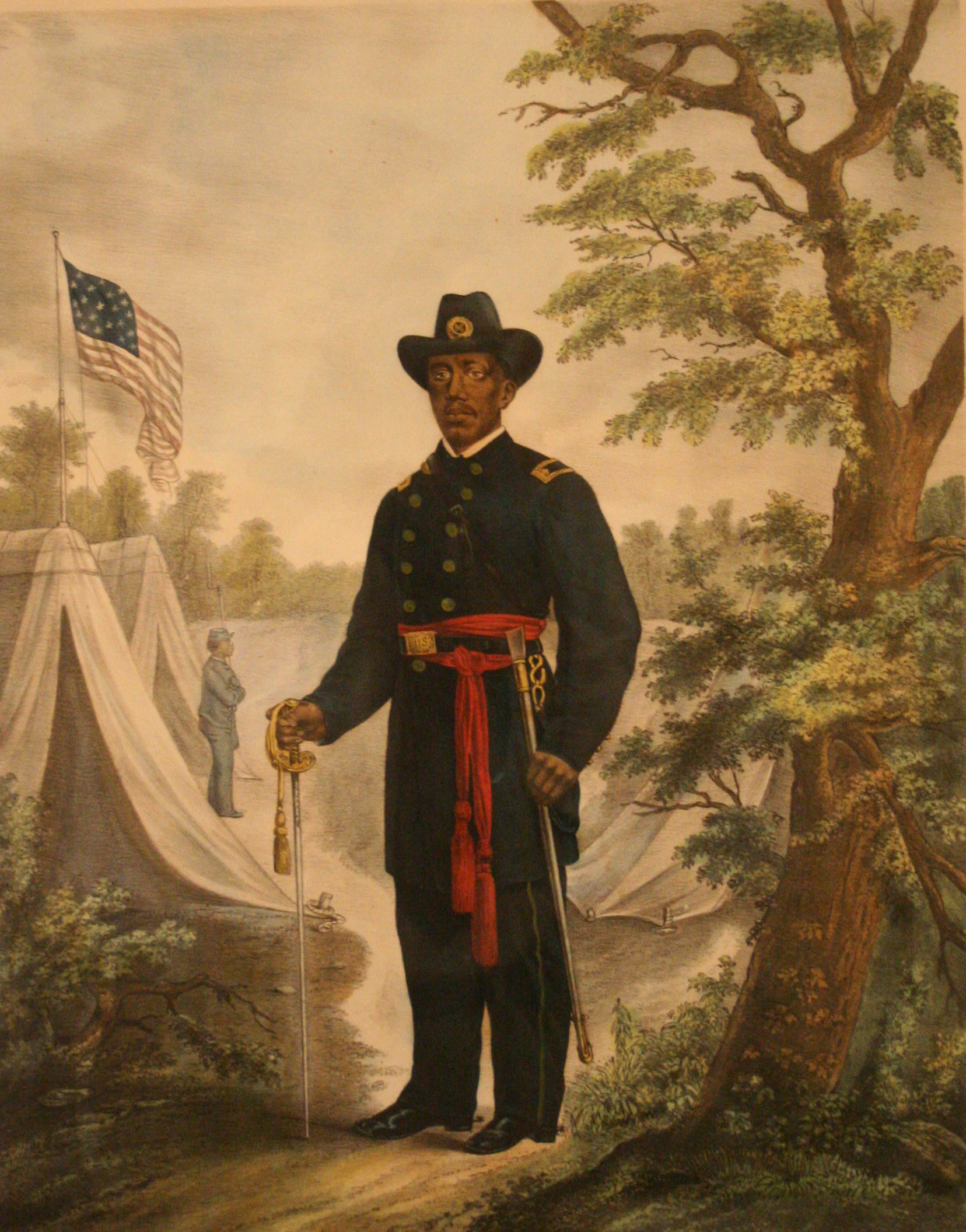
남북 전쟁 동안 딜레이니는 소장 계급을 받은 단 한명의 흑인 장교였다.

피츠버그에서 딜레이니는 도망 노예들을 새로운 장소로 옮기는 것에 도움을 준 경계 위윈회를 지도하고, 청년 문학과 도덕 개혁 사회를 형성하는 도움을 주고 백인의 폭도 공격에 대항하는 흑인 공동체를 방어하는 도움을 주는 데 통합 민병대에 가입하는 것을 포함한 노예제 폐지 활동들에서 활동적이 되었다.
그는 1843년 촉토 네이션에 정착하여 부유 계급 상인의 딸 캐서린 리처즈에게 결혼하기 전에 거기에 방문을 포함하여 중서부를 통하여 뉴올리언스로 내려가 아칸소주로 여행을 다녔다. 부부는 11명의 자녀를 두었다.
딜레이니는 의학에서 자신의 관심을 재개하였으나 앨러게니산맥의 서부에서 발행된 첫 아프리카계 미국인 신문 〈더 미스터리〉를 창설하기도 하였다. 반노예제 운동의 다양한 측면들에 관한 그의 기사들은 다른 신문들에 의하여 선택되었고, 그의 명성이 퍼지기 시작하였으나 피들러 존슨에 의한 그에 대한 명예 훼손 소송이 제기되어 신문을 파는 데 그를 강요하였다.
프레더릭 더글러스는 빠르게 자신의 신문 〈북극성〉을 쓰는 데 1847년 딜레이니를 기용하였으나 그들은 노예제 폐지 운동을 위한 올바른 길에 동의하지 않았고, 합작은 5년 후에 끝났다.
1850년 딜레이니는 하버드 대학교의 의과 대학에 입학하는 데 3명의 첫 흑인들 중의 하나였으나 백인의 항의는 그를 첫 학기 후에 떠나는 데 강요하였다.
그래서 그는 기사를 쓰는 데 복귀하여 흑인들이 그들의 본고장 아프리카로 돌아가는 것 선택을 탐구한 논문 〈고대 프리메이슨주의의 기원과 대상; 미국으로 들어온 소개와 유색인들 중에 합법성, 그리고 그것에 대비하여 정치적으로 숙고된 미국의 유색인들의 상태, 등용, 이주와 운명〉을 발행하였다.
이것은 선택권으로서 중앙아메리카와 캐나다를 탐험한 것은 물론 아프리카계 미국인 이주자들을 위한 대지를 협상하는 데 1850년대 중반에 나이지리아로 여행을 격려하였다. 딜레이니는 소설 《블레이크 : 혹은 아메리카의 오두막》은 물론 자신이 거기서 찾은 것에 관하여 썼다.
노예 해방 선언은 딜레이니에게 이민이 필요하지 않을 수 있을 희망을 주었고, 그는 남북 전쟁이 일어날 때 북군에서 아프리카계 미국인들의 이용을 흥행한 것에 활동적이 되어 매사추세츠 54 연대로 자신의 아들들 중에 하나인 투생 루베르튀르 딜레이니를 입대시켰다.
전쟁이 끝난 후, 딜레이니는 정계 입문으로 시도하였다. 프랭크 A. 롤린의 이름 아래 여성 저널리스트에 의하여 가명으로 쓰여진 준전기 《마틴 R. 딜레이니의 삶과 용역들》(1868년)은 공화당 주립 집행위원회에 지내고 사우스캐롤라이나주의 부지사를 위하여 나가는 데 수단이었다.
자신이 아프리카계 미국인의 비지니스와 진보를 지지하였어도 그는 만약 그들이 봉사하기에 적합하지 않았다고 생각하지 않았다면 특정 후보자들을 배서하지 않으려고 하였다. 그러나 그의 지지는 웨이드 햄프턴을 사우스캐롤라이나주지사로 선출하는 도움을 주었고, 그는 재판관으로 임명되었다.
딜레이니는 흑인 투표가 억압되었을 때 이민 의안 제출권을 재개하여 라이베리아 이동 합동 재고 증기선 회사를 위한 재정 위원회의 의장을 지냈다. 1879년 그는 인종적 자부심의 기준으로서 아프리카인들의 문화적 성취를 자세히 설명한 《민족학의 자연철학 수학적 원리:세심한 검토와 문의의 세월로부터 고고학 개요와 이집트 문명과 함께 인종들과 피부색의 기원》을 발간하였다. 그러나 1880년 그는 의학을 실습하고 자신의 자녀들을 윌버포스 대학교에 다니기 위하여 수업료를 벌으는 도움을 주는 데 부인이 침모로 일해 온 오하이오주로 돌아갔다.
그에 관하여 더글러스의 가장 유명한 인용은 흑인 국민주의를 위하여 대변인으로서 딜레이니의 유산을 강조한다 - "난 나를 남성으로 만든 것에 하나님께 감사하나 딜레이니는 그 자신을 흑인 남성으로 만든 것에 그에게 감사한다."

## 사망과 유산
1885년 1월 24일 딜레이니는 오하이오주 윌버포스에서 결핵으로 사망하였다. 그는 르네상스 남성 - 발행인, 편집자, 저자, 의사, 연설자, 판사, 미국 육군 소장, 정치적 후보와 교회를 속인 것으로 교도소 수감자, 그리고 탐험가와 중개업자로서 아프리카를 방문하는 데 첫 아프리카계 미국인으로서 묘사되어 왔다.
역사가 폴 길로이는 "딜레이니는 정치적 사선이 폐지론과 이민자주의를 통한 엄청난 복잡성의 인물이며 보수적 혹은 급진적 어느 한 쪽으로 일관되게 자신을 수정하는 데 아무 단순한 시도들을 풀으는 편이다."라고 썼다.
그의 사망 몇달 후에 후대의 학자들을 위한 문제에 더욱 자신의 입장을 분명히 할 수 있었던 그의 전체의 문서들은 윌버포스 대학교에서 불에 타버렸다.